# Siplingerkopf-Schichtkamm

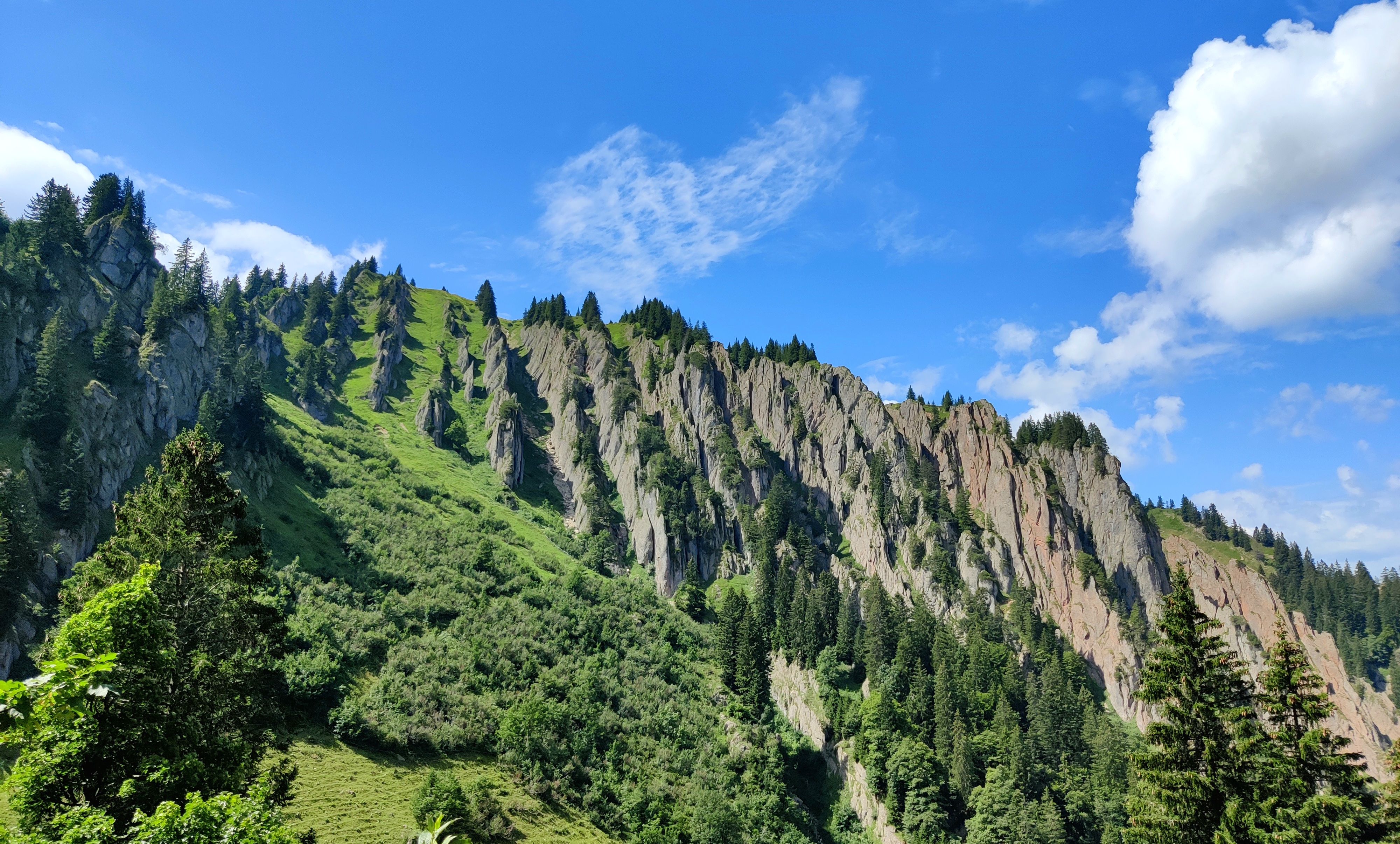
Nagelfluh am Siplingerkopf

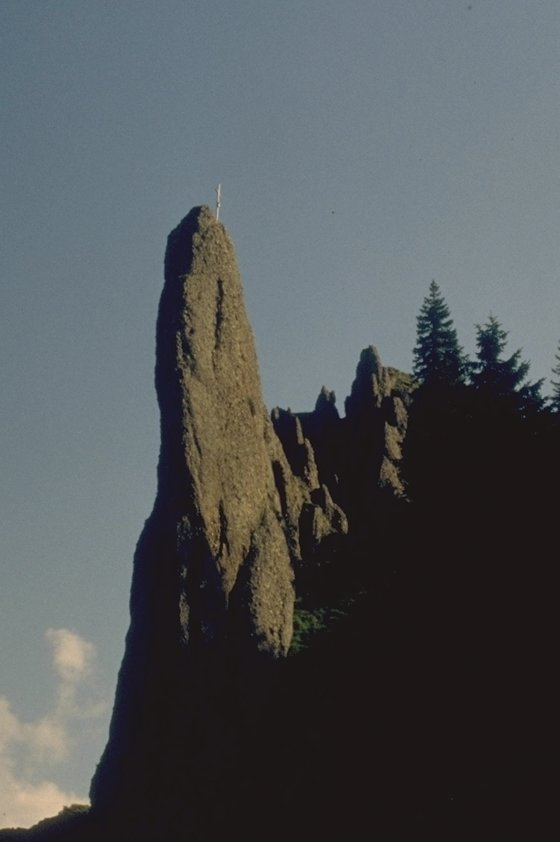
Siplinger Nadel

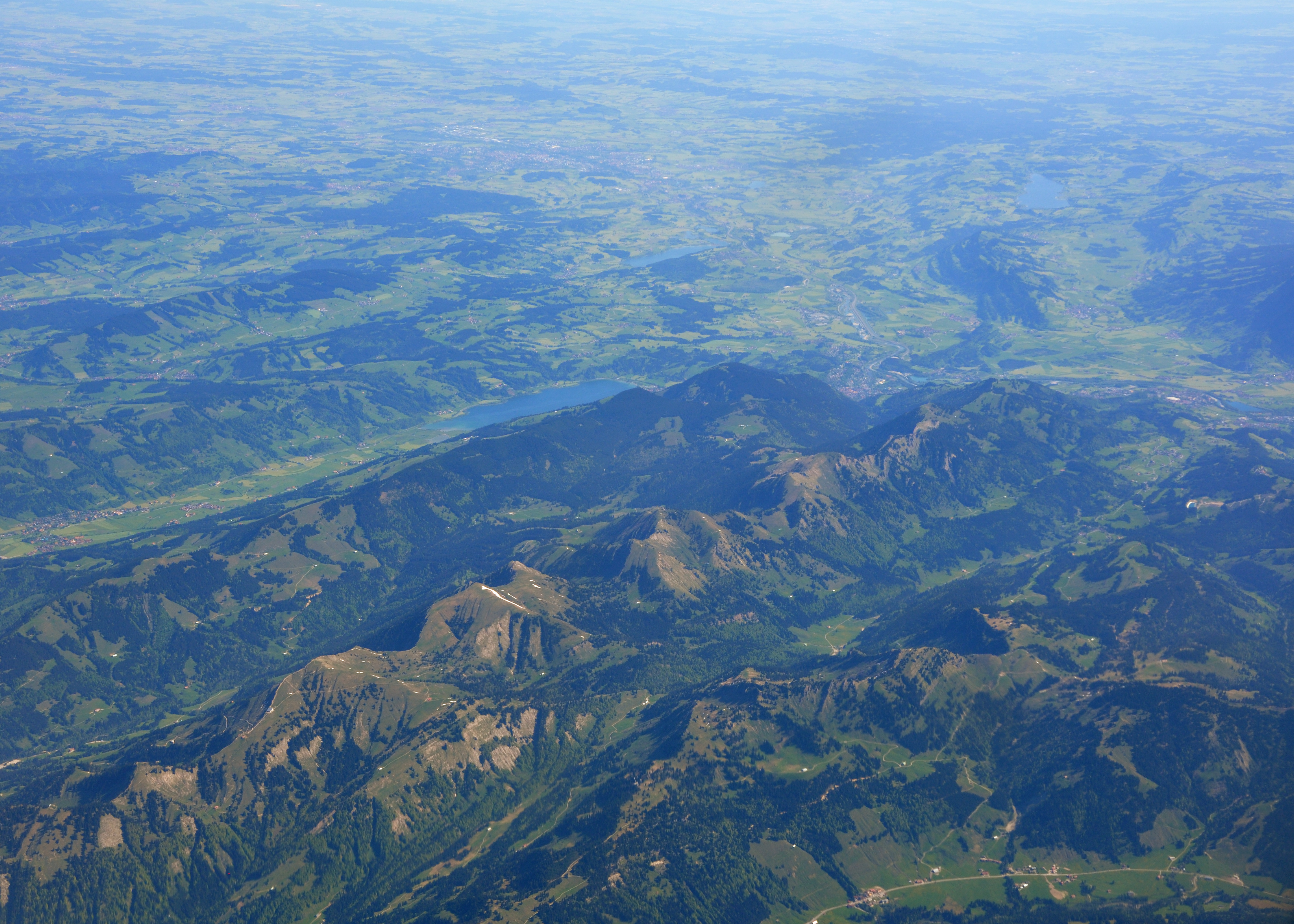
Schrägluftbild Allgäuer Nagelfluh-Schichtkämme (annotiert)

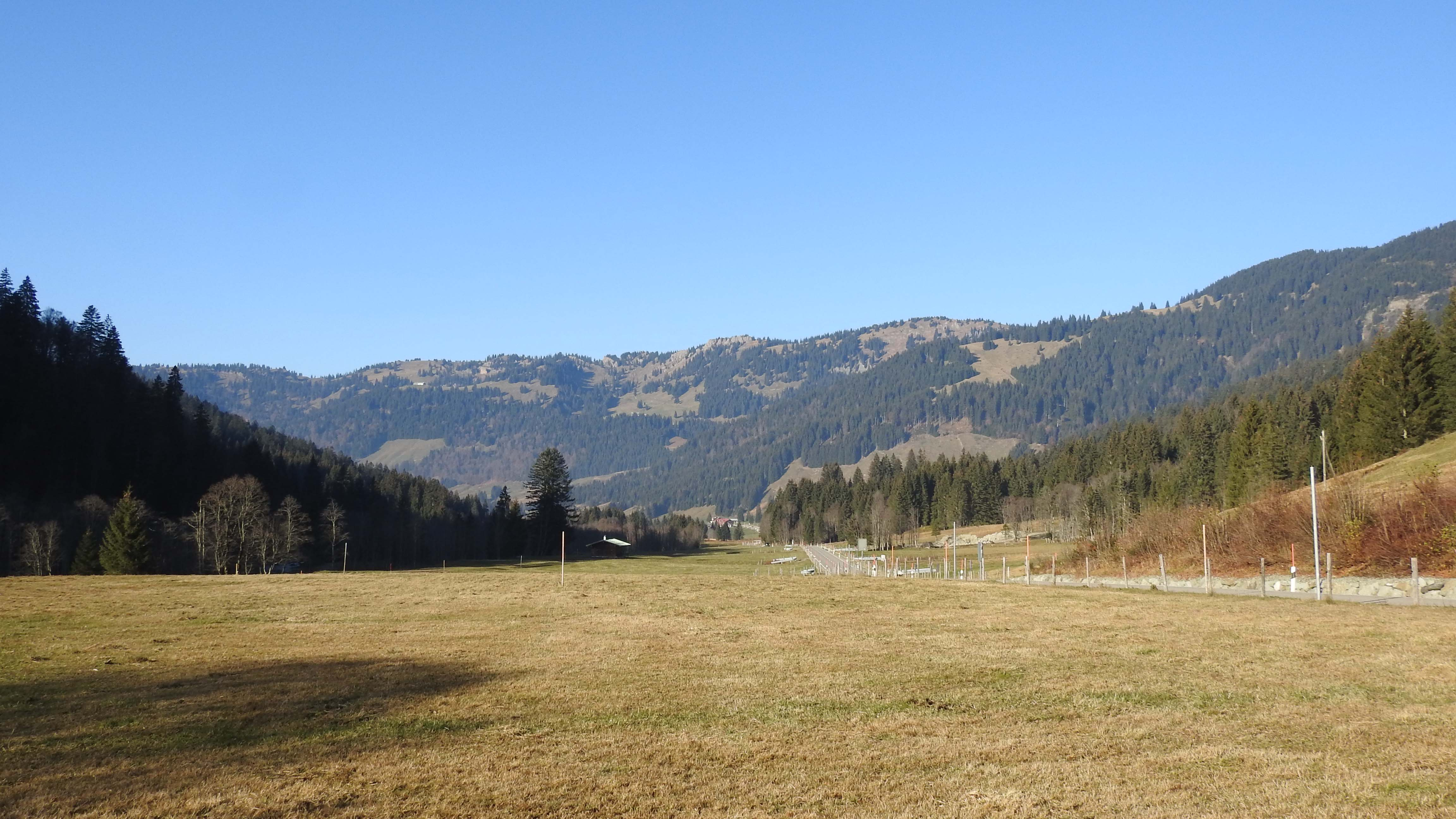
Südseite der Bergkette bei Balderschwang, Heidenkopf, Siplingerkopf

Der Siplingerkopf-Schichtkamm ist die südliche Kette der drei Allgäuer Nagelfluhschichtkämme in den Allgäuer Voralpen westlich der Iller.

## Lage
Die Bergkette zieht sich vom Autal, dem Hinteren Gunzesrieder Tal, bei der Einmündung des Stubenbachs in den Aubach nach Westsüdwest bis Hittisau bei der Einmündung der Leckner Ach in die Bolgenach. Die Kette ist knapp 16 km lang und bis zu 2,5 km breit.

### Umgrenzung
Umgrenzt wird die Bergkette entlang der Linie von Norden im Uhrzeigersinn Scheidwangpass - Aubach - Stubenbach (Aubach) - Stubenbach (Bolgenach) - Bolgenach - Leckner Ach - Scheidwangpass.

### Gebirge
Nach der Einteilung der SOIUSA gehört die Bergkette zur Gruppe der Allgäuer Molasseberge, zu denen auch die Hochgratkette, der Kojen-Schichtkamm, der Prodel-Schichtkamm, der Sulzberg-Rücken und der Pfänderstock gehören. Diese Molasseberge bilden mit weiter südlich und östlich gelegenen Bergen (Feuerstätterkopf, Piesenkopf, Besler) und der gesamten Hörnergruppe die Allgäuer Voralpen westlich der Iller, die Teil der Allgäuer Alpen sind.

### Regionen und Täler
Die Bergkette liegt im deutschen Allgäu (Oberallgäu) und im österreichischen Bregenzerwald (Vorderer Bregenzerwald). Die umliegenden Täler sind auf der Nordnordwestseite das Lecknertal und das Autal, auf der Gegenseite liegen das Balderschwanger Tal und das Stubental.

### Politische Lage
Der kleinere Teil im Westen gehört zur österreichischen Gemeinde Hittisau, das bayrische Gebiet gehört zu den Gemeinden Balderschwang, Blaichach (Dorf Gunzesried) und der Marktgemeinde Oberstaufen, alle im Landkreis Oberallgäu.

## Geologie
Vor 30 Millionen Jahren begann sich das Hochgebirge der Alpen zu heben, durch Verwitterung entstand Schutt, der im Molassebecken abgelagert wurde. Es wurden bis zu 45 Meter dicke Schotterbänke abgelagert, deren Geröll-Steine bis zu 18 cm, vereinzelt sogar bis 30 cm groß sind.
Dort, wo die ehemaligen Flüsse in das Becken mündeten, entstanden besonders große Schwemmfächer. Der größte Schwemmfächer in Bayern ist der Hochgratfächer, der vor etwa 28 bis 20 Millionen Jahren entstand und rund 1000 Quadratkilometer groß ist. Er gehört zur Unteren Süßwassermolasse.
Die Kalksteine des Schotters wurden später von Sedimenten zu Konglomeratbänken verfestigt, die man Nagelfluh nennt.
Die Teile des Molassebeckens, die direkt an den Alpen lagen, wurden später in die Gebirgsbildung einbezogen und gefaltet. Diese Faltenmolasse bildet in Bayern und Vorarlberg überwiegend niedrige Nagelfluhketten entlang des nördlichen Alpenrandes. Im Süden des Hochgratfächers wurden die Gesteine auf bis zu 1834 m angehoben.

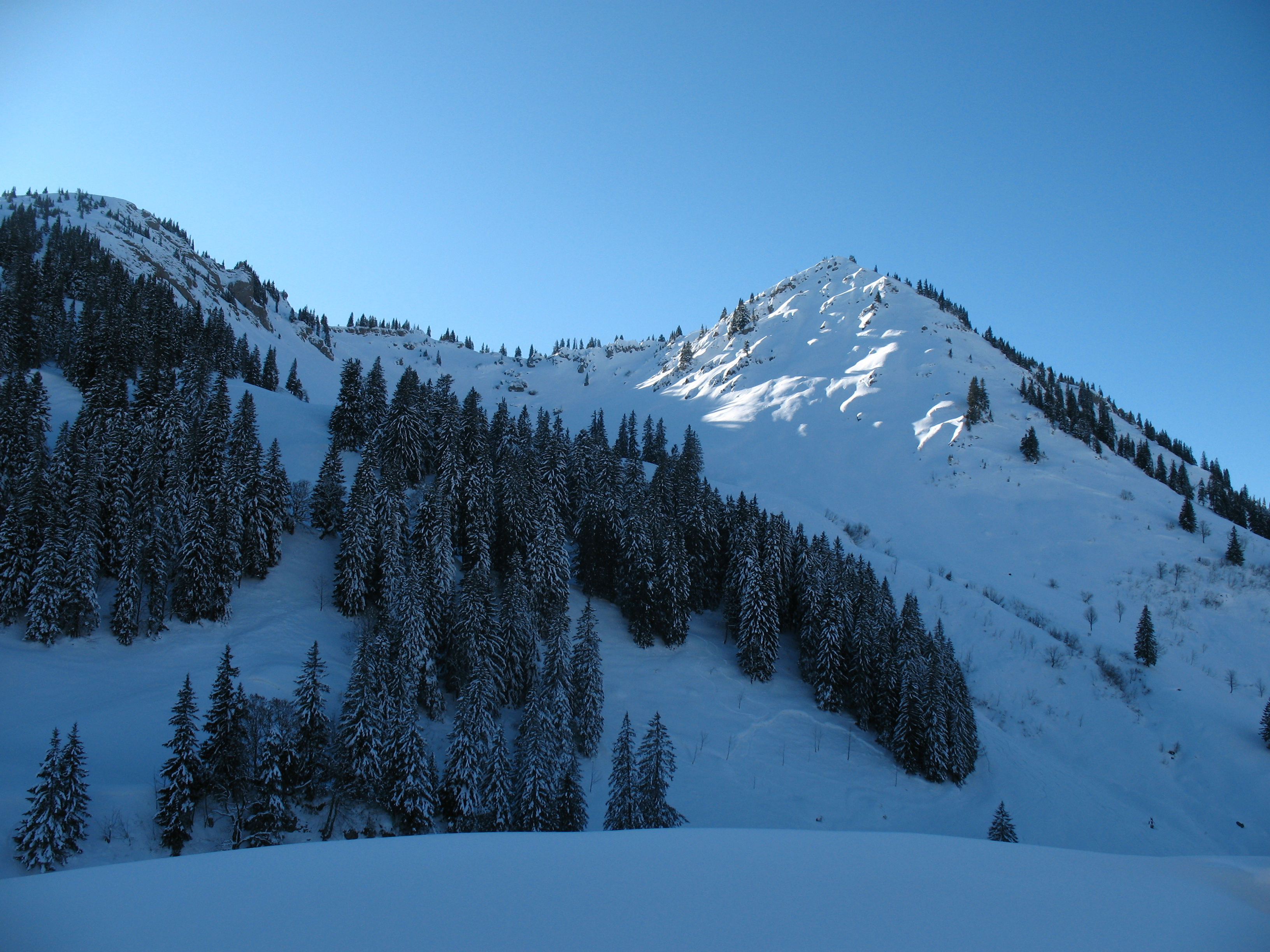
Heidenkopf und Girenkopf

## Berge
Die Berge der Bergkette sind von Ost nach West Tennenmooskopf (1628 m), Siplinger Kopf (1746 m), Heidenkopf (1685 m), Girenkopf (1683 m), Stillberg (1532 m), Samstenberg (1513 m), Östlicher Koppachstein und Westlicher Koppachstein (1537 m). Nördlich des Siplinger Kopfes ist eine 1572 m hohe spitze Felsnadel namens Siplinger Nadel.

## Ortschaften und Parzellen
Der Hauptort der Gemeinde Balderschwang liegt südlich des Girenkopfs an der Bolgenach, flussabwärts nach Westen folgen die Parzellen Gschwend und Schlipfhalden. Nach der deutsch/österreichischen Grenze folgen die Hittisauer Parzellen Gensgschwend und Sippersegg und Völken. Die Nordseite ist nicht dauerhaft bewohnt, es gibt aber über 50 Alpen.

## Verkehr
An der Südseite verläuft die Balderschwanger Straße L5 (in Österreich), Riedbergstraße OA9 (in Deutschland) von Hittisau nach Balderschwang und danach weiter über den Riedbergpass nach Fischen im Allgäu. Auf der Nordseite führt eine Mautstraße bis knapp vor den Leckner See. Von Gunzesried führt der Autalweg bis zur Scheidwangalpe am Scheidwangpass.

## Naturschutz
Die Bergkette liegt zur Gänze im grenzüberschreitenden Naturpark Nagelfluhkette.
Der Nordhang des Siplingerkopfs ist Teil des FFH-Gebiets Nagelfluhkette Hochgrat-Steineberg. Hier existieren noch Naturwälder. Ziel des Natura-2000-Gebiets ist der Erhalt der großflächig zusammenhängenden Berglandschaft mit artenreichen alpinen Rasen und Weiden auf den Nagelfluhrippen, kalkreichen Niedermooren, Zwergstrauchheiden, Hochstaudenfluren, alpinen Flüssen und naturnahen Bergmischwäldern.
Der östliche Teil gehört zum Landschaftsschutzgebiet Hörnergruppe. 
Der mittlere Teil gehört nordseitig zum Landschaftsschutzgebiet Nagelfluhkette.
Im gesamten Gebiet gibt es unzählige ausgewiesene Biotope, es sind vorwiegend Moore, naturnahe Bäche und Schluchten. Eine Besonderheit ist in Sippersegg zu sehen, Weiden mit verstreuten großen Konglomeratfelsen mit wertvollen Lebensräumen (Biotop Balderschwangertal - Sippersegg-Alm). Die Moore sind besonders gute Kohlenstoffspeicher, ihr Erhalt ist daher auch für den Klimaschutz wichtig.

## Freizeit
Das Gebiet ist ein sehr beliebtes Wandergebiet, im Winter ein beliebtes Schitourengebiet. Die Siplinger Nadel gilt als steilster Gipfel der Allgäuer Alpen, geeignet nur für gute und erfahrene Kletterer. Die leichteste Route ist mit dem 5. Schwierigkeitsgrad (UIAA) bewertet und auf 15 Höhenmeter mit nur zwei Haken gesichert.